# Skulpturenpark Zollverein

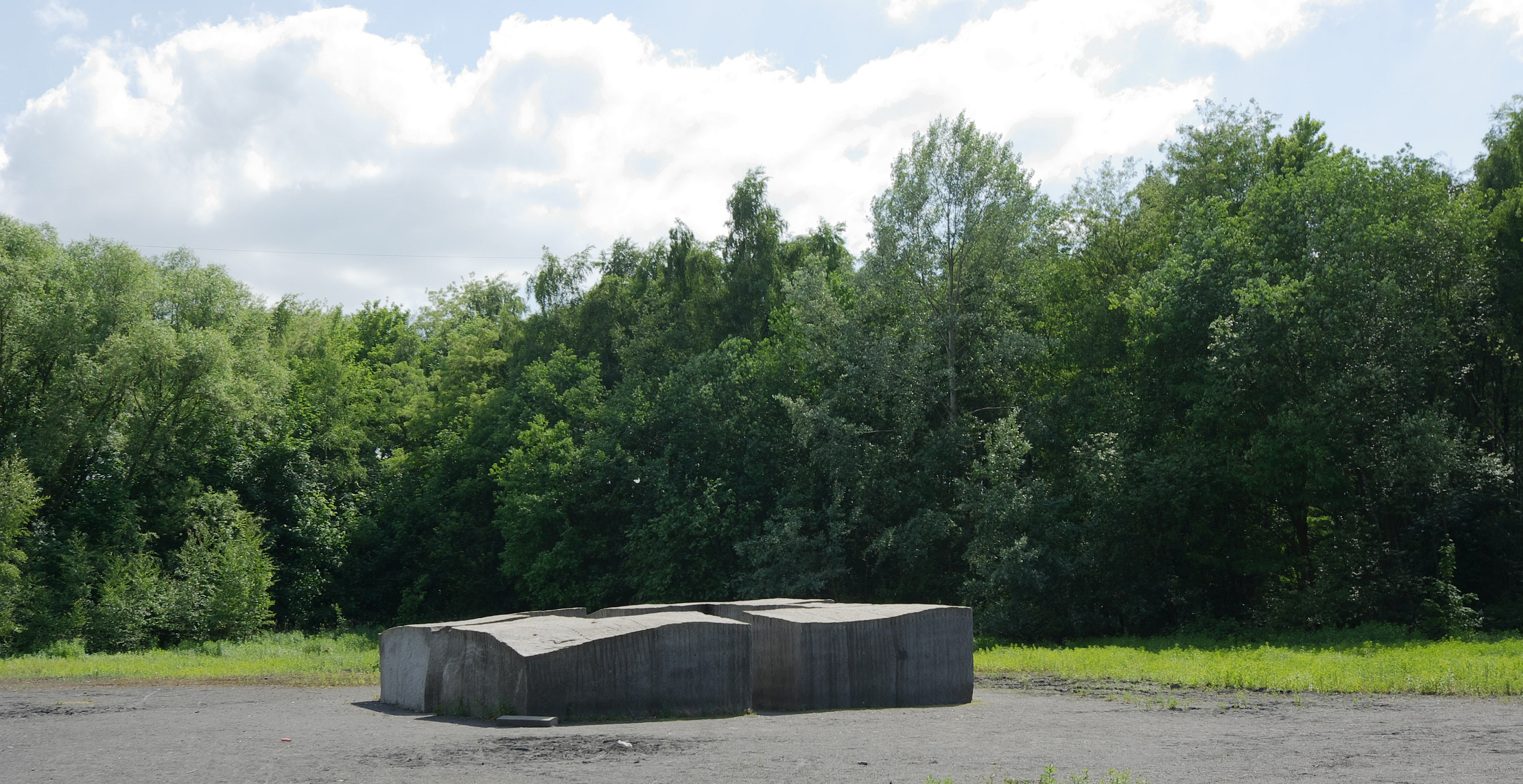
Halde im Skulpturenpark

Der Skulpturenpark Zollverein ist ein Skulpturenpark mit Werken des deutschen Bildhauers Ulrich Rückriem im Essener Stadtteil Stoppenberg.
Der Skulpturenpark wurde 1991 anlässlich der im darauffolgenden Jahr stattfindenden documenta IX auf dem Gebiet der Zeche Zollverein errichtet. Er befindet sich auf der bereits seit 1986 aufgelassenen, nur wenige Meter hohen Bergehalde zwischen Schacht XII und der Kokerei. Der Künstler Ulrich Rückriem schuf insgesamt sechs Werke aus 24 einzelnen Steinblöcken. Mit dem Skulpturenpark wurde erstmals ein Teil der documenta ausgelagert. Später mietete Rückriem sich auf Zollverein die nahegelegene Halle der Zentralwerkstatt für fünf Jahre als Atelier an.
Auf einer zentralen Freifläche liegt die aus mannshohen, tonnenschweren Granitblöcken bestehende Skulptur Castell, deren meditativ-stiller, in sich geschlossener Raum durch schmale Schneisen an den Seiten betreten werden kann. Im Birken- und Robinienwald liegen weitere, teilweise im Dickicht versteckte Granitskulpturen. Der Rand der Halde ist ebenfalls mit Granitblöcken markiert.
Der Kohlenbergbau- und Industriekomplex Zeche Zollverein ist ein Industriedenkmal in Essen und seit 2001 ein Bestandteil der Welterbeliste der UNESCO. Die Zeche Zollverein war 2010 das kulturelle Zentrum der Veranstaltung RUHR.2010 – Kulturhauptstadt Europas. Die Halde mit dem Skulpturenpark gehört zur Stiftung Zollverein, die sich um Betrieb und Erhalt kümmert.

## Fotogalerie

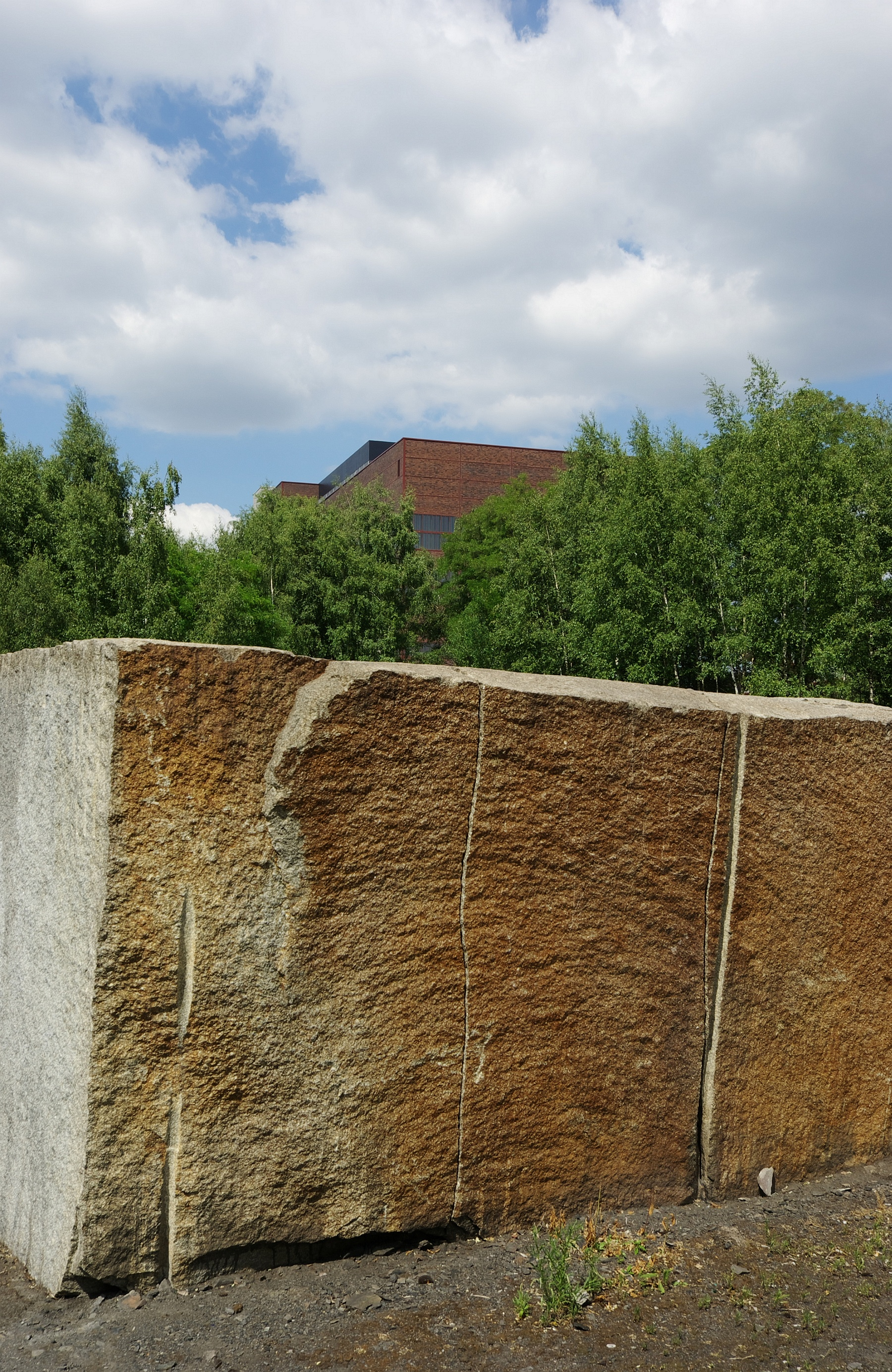
Ohne Titel
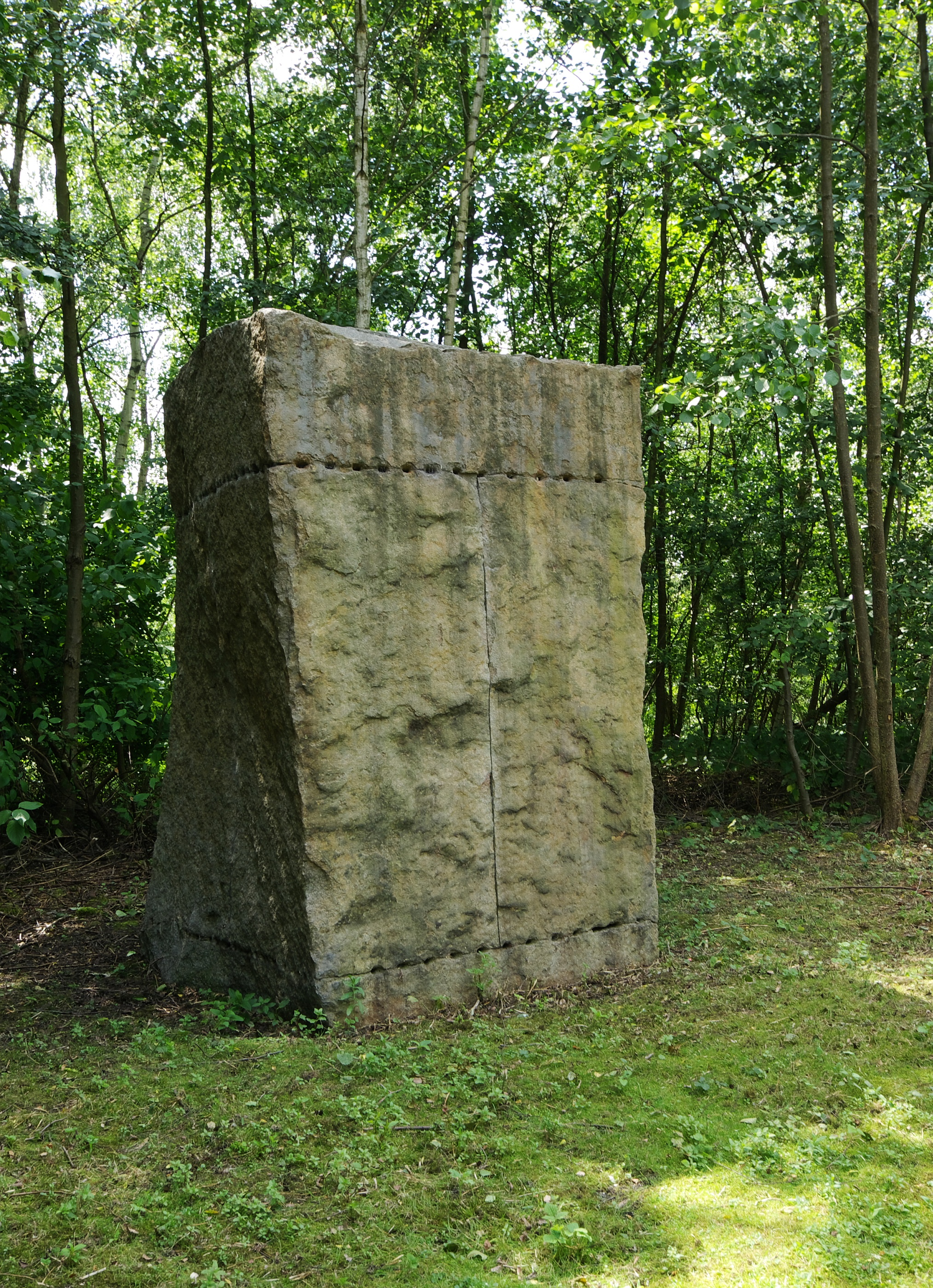
Ohne Titel
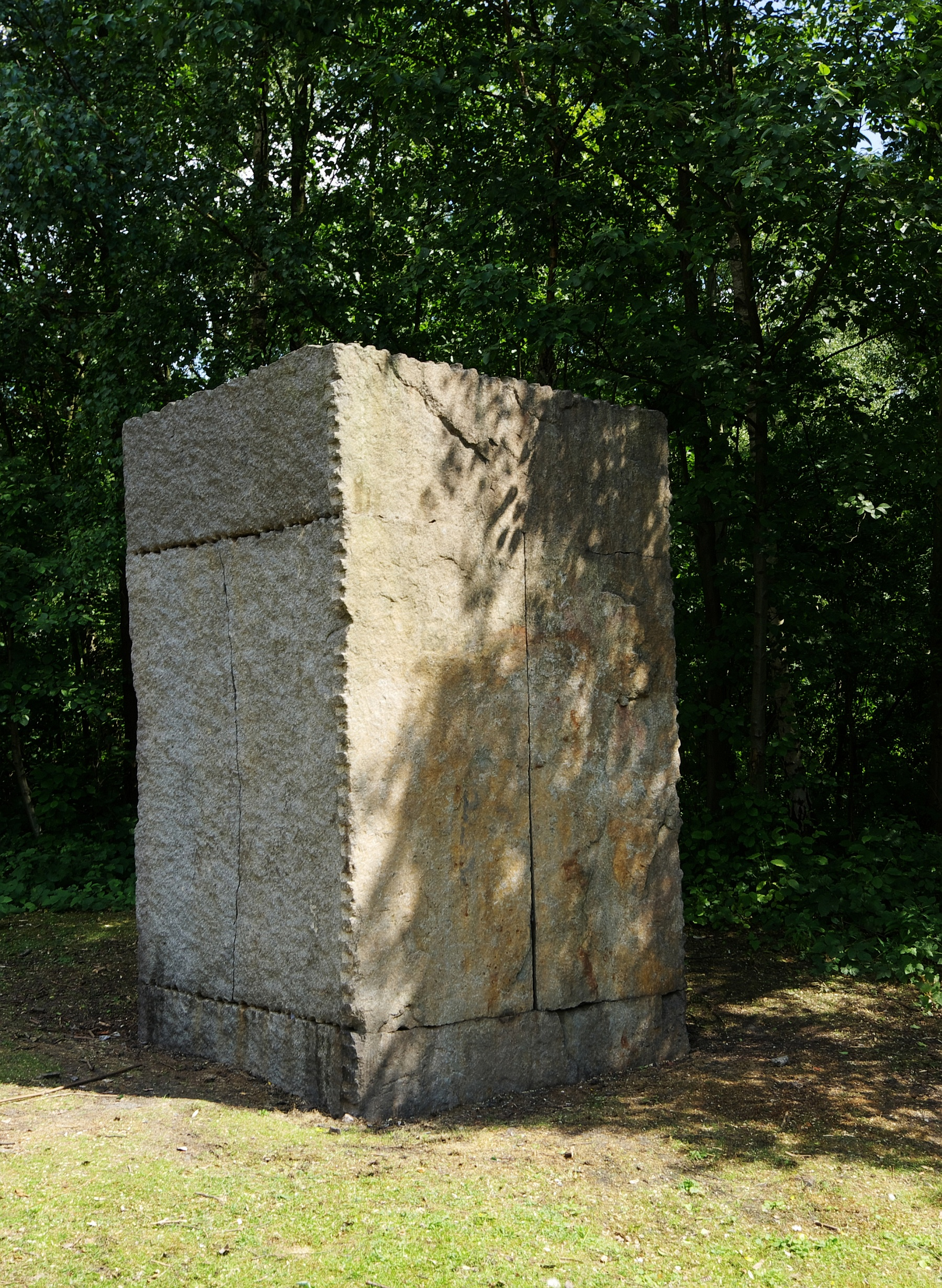
Ohne Titel
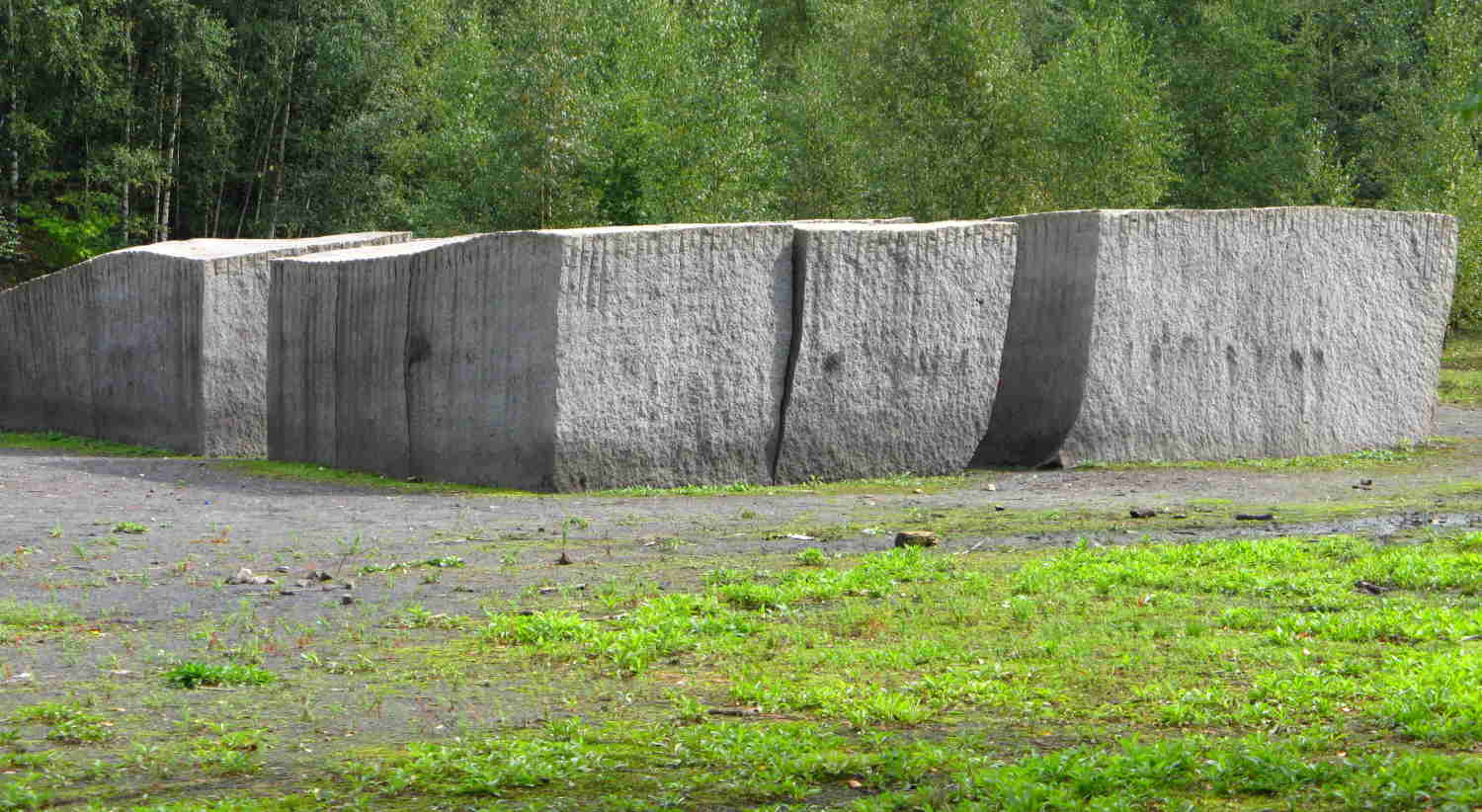
Castell (1991)